# Fuminori Komatsu
Fuminori Komatsu (小松 史法 Komatsu Fuminori?, nacido el 23 de julio de 1978) en Tokio, Japón es un seiyū japonés, conocido por poner voz a Jean Pierre Polnareff en JoJo's Bizarre Adventure. Él está afiliado a Across Entertainment.

## Biografía
Fuminori Komatsu nació en 1978 en Tokio. Komatsu inicialmente imaginó una carrera en el béisbol hasta que una lesión en la pierna lo detuvo cuando estaba en su segundo año de universidad. Posteriormente, Komatsu trabajó en una tienda de kimonos y también trabajó a tiempo parcial en una tienda de karaoke después de graduarse de la universidad. Fue a ver el escenario y se interesó en convertirse en actor, y un amigo lo recomendó para convertirse en actor. Komatsu está casado con la actriz de voz Michiko Shimizu, (Michiko Komatsu como nombre de casada).

## Filmografía

### Anime
- Sumomomo Momomo (2006) (Takao)
- The Tower of Druaga (2008) (Touge)
- Needless (2009) (Kafuka)
- Little Battlers Experience (2011-2013) (Junichirō Yamano)
- Battle Spirits: Sword Eyes (2012) (Stinger)
- Jormungand: Perfect Order (2012) (Plame)
- JoJo's Bizarre Adventure: Stardust Crusaders (2014–2015) (Jean Pierre Polnareff)[2]
- Magica Wars (2014) (Sōta Hayami)
- The Idolmaster Cinderella Girls (2015) (Manager Imanishi)
- Aikatsu Stars! (2016) (Masaru Nijino)
- All Out!! (2016) (Toshinosuke Matsuo)
- 18if (2017) (Ehyeh)
- JoJo's Bizarre Adventure: Golden Wind (2019) (Jean Pierre Polnareff)[3]
- Great Pretender (2020) (Sam Ibrahim)
- Tropical-Rouge! Pretty Cure (2021) (Mayordomo)
- Vinland Saga Season 2 (2023) (Snake)
- Synduality: Noir (2023) (Mouton)

### OVA
- Mobile Suit Gundam Unicorn (2011) (Tomura)
- Mobile Suit Gundam: The Origin (2016) (William Kemp)

### Animación teatral
- Mobile Suit Gundam 00 the Movie: A Wakening of the Trailblazer (2010) (Presidential Aide)
- Inazuma Eleven GO vs. Danbōru Senki W (2012) (Junichirō Yamano)
- A Silent Voice (2016) (Takeuchi)

### Videojuegos
- JoJo's Bizarre Adventure: Eyes of Heaven (2015) (Jean Pierre Polnareff)[4]
- Resident Evil 2 (2019) (Marvin Branagh)[5]
- JoJo's Bizarre Adventure: Last Survivor (2019) (Jean Pierre Polnareff)[6]
- Resident Evil 3 (2020) (Marvin Branagh)[4]
- JoJo's Bizarre Adventure: All Star Battle R (2022) (Jean Pierre Polnareff)[7]